# سقوط في منتصف الليل
سقوط في منتصف الليل هو فيلم وثائقي طويل صدر في عام 2014 ومن إخراج سيتيوا باول.

## القصة
بين 1982 و1992 خلال الحرب الأهلية اللبنانية تم اختطاف 96 رهينة أجنبي من أصل 21 دولة - معظمهم من أمريكا وأوروبا الغربية - في لبنان. بينما أطلق سراح معظمهم فقد قتل 9 أشخاص على الأقل أو ماتوا في الأسر. بعد العديد من المحاولات الفاشلة التي قامت بها مجموعات أو حكومات مختلفة لتحرير الرهائن جاءت الأمم المتحدة وإيران وإسرائيل في النهاية إلى طاولة المفاوضات لتحرير الرهائن المتبقين.
سقوط في منتصف الليل يروي قصة أزمة الرهائن اللبنانية وينظر إلى السياق الأكبر: الحرب الأهلية المؤدية إلى عمليات الاختطاف وسبب الخطف (صعود حزب الله) ومفاوضات الأمم المتحدة لتحرير آخر الرهائن وأخيرا دخول حزب الله إلى سوريا في عام 2013.
كان الفيلم مستوحى من كتب دولة الشفقة لروبرت فيسك ورهينة لكون كوجلين ورجل بدون بندقية لجياندومينيكو بيكو.

## المساهمون
- تيري أندرسون: صحفي حرب، اختطف من قبل حزب الله واحتجز كرهينة لمدة ست سنوات وتسعة أشهر.
- جياندومينيكو بيكو: مفاوض الأمم المتحدة على الرهائن في التفاوض حول اطلاق سراح آخر الرهائن الغربيين الأحد عشر في لبنان.
- تيمور غوكسل: المتحدث باسم الأمم المتحدة

## وصلات خارجية
- سقوط في منتصف الليل على موقع IMDb (الإنجليزية)
- الموقع الرسمي